# URGE
URGE（アージュ）は、MTVが用意した音楽コンテンツをマイクロソフトのWindows Media Player 11 (WMP11) を通じてダウンロードできる音楽サービス。2006年5月17日に提供が開始されたが、2007年8月にMTVがマイクロソフトとの提携を打ち切ってリアルネットワークスのRhapsody音楽サービスとの統合を決めたため、2007年10月26日にWMP11を利用したサービスは終了された。サービス終了時点でダウンロード可能なタイトルは約240万曲であった。
WMP11を利用したサービスとは別に、米国ではいくつかのケーブル事業者を通じて URGE Radio チャンネルが提供されている。

## 料金体系とライセンス
URGEの料金体系は1曲のダウンロードに$0.99を支払う従量制課金と、月額$9.95 (All Access) または$14.95 (All Access To Go) を支払う定額課金の購読コースが用意されていた。All Access では楽曲をダウンロードしたパソコンでのみ再生できたのに対し、All Access To Go ではダウンロードした楽曲を PlayForSure 対応のポータブル機器にコピーして楽しむことができた。ただし、アップルの iPod はもちろん、マイクロソフトの Zune も対応機器ではなかった。
URGEでダウンロードする楽曲はマイクロソフトのデジタル著作権管理技術である Windows Media DRM で保護されており、ダウンロードしたファイルは毎月ライセンスを更新する必要があった。従量制の$0.99で購入した楽曲は無制限で Windows Media Audio (WMA) に対応したポータブル機器にコピーして再生でき、再生可能期間も無期限であるのに対して、定額購読でダウンロードしたファイルはCDなどに焼くことができず、さらに購読期間を過ぎると再生もできなくなる仕組みであった。また、All Access To Go では楽曲をコピーして再生できる機器の数に制限が設けられていた。ユーザが機器を変更することはできたが、パソコンとポータブル機器で30日ごとに各1回と限定されていた。
WMP11でのURGEサービス終了後は、それまでにダウンロードした楽曲ファイルを何らかの理由で失ってしまった（たとえばパソコンを買い替えた、誤って消してしまった、など）場合は、ライセンスが失われてしまうだけとなる。

## インターネットラジオ
WMP11 で URGE を設定するだけで楽しめる36の無料チャンネルと、購読すると聞けるチャンネルが用意されており、2007年7月の時点で合計138のチャンネルが存在していた。

## 動画チャンネル
楽曲ダウンロードの他、MTV NetworksのMTV、VH1、CMTなどの音楽チャンネルを視聴できた。

## 参考サイト
- “MTV、マイクロソフトと共同開発した新音楽サービス「Urge」を公開へ - CNET Japan”. 2010年9月8日閲覧。
- “RealNetworksとMTV Networksがデジタル音楽配信サービスを統合 - ニュース：ITpro”. 2010年9月8日閲覧。